# Robert Droogmans
Robert Droogmans (5 settembre 1954) è un pilota automobilistico belga di rally che divenne campione europeo rally con la Lancia Delta HF Integrale.

## L'esordio con la Ford
Il suo esordio nel campionato Rally belga avvenne con la Ford Escort MKII nel 1975 dove riusci a farsi notare come una delle promesse del rallysmo europeo ottenendo buoni piazzamenti sia nel campionato belga che nell'europeo rally

## L'avventura con la Porsche
Nel 1985 guidò la Porsche 911 a seguito dell'invito a partecipare come pilota non ufficiale per il rallysmo europeo e belga, dove però non riuscì ad ottenere vittorie rilevanti anche se si fece notare come un pilota promettente.

## Il ritorno alla Ford
Nel 1986 con l'avvio dei gruppi b riuscì comunque ad ottenere il posto nella Ford Sierra RS dove si fece notare come un pilota irruento e spettacolare.

## La vittoria con la Lancia
Nel 1990 venne ingaggiato dalla Lancia con la quale divenne campione europeo rally 1990 nello stesso anno.

## Risultati nel WRC
| 1987 | Scuderia | Vettura            |     |  |  |  |  |  |  |  |  |  |  |  |  |  |  |  | Punti | Pos. |
| ---- | -------- | ------------------ | --- |  |  |  |  |  |  |  |  |  |  |  |  |  |  |  | ----- | ---- |
| 1987 |          | Ford Sierra XR 4x4 | Rit |  |  |  |  |  |  |  |  |  |  |  |  |  |  |  | 0     |      |

| 1988 | Scuderia | Vettura                 |  |  |  |  |  |  |  |  |  |  |  |  |     |  |  |  | Punti | Pos. |
| ---- | -------- | ----------------------- |  |  |  |  |  |  |  |  |  |  |  |  | --- |  |  |  | ----- | ---- |
| 1988 |          | Ford Sierra RS Cosworth |  |  |  |  |  |  |  |  |  |  |  |  | Rit |  |  |  | 0     |      |

| 1990 | Scuderia   | Vettura                    |  |  |  |  |  |  |  |  |  |  |  |    |  |  |  |  | Punti | Pos. |
| ---- | ---------- | -------------------------- |  |  |  |  |  |  |  |  |  |  |  | -- |  |  |  |  | ----- | ---- |
| 1990 | Jolly Club | Lancia Delta Integrale 16V |  |  |  |  |  |  |  |  |  |  |  | 10 |  |  |  |  | 1     | 64º  |

| Legenda | 1º posto | 2º posto | 3º posto | A punti | Senza punti | Ritirato | Squalificato | NP=Non partito C=Gara cancellata | Apice=Power stage |